# 黃秋霖
黃秋霖（Chiu-lin Huang，1997年6月18日—），台灣足球運動員，司職門將，目前效力於高市台電。

## 球員生涯
黃秋霖小學就讀屏東縣牡丹鄉牡林國小，國一下學期為了繼續踢球於是轉學到高雄市阿蓮國中就讀，高中就近至路竹高中，畢業後進入輔仁大學就讀。
黃秋霖在高三時擔任球隊的主力守門員，有時也會客串當前鋒。大學之後則專注於守門員的位置，2017年選進台北市大運中華台北代表隊，並於其中出賽三場，其中對法國的比賽不僅先發上場，更在比賽中多次精彩撲出對手的射門。2021年黃秋霖進入高市台電繼續與邱育宏等人爭取先發守門員位置。

## 外部連結
- 黃秋霖在national-football-teams.com的球員資料